# Magyar Natúrpark Szövetség
2005. október 14-én, a Borsod-Abaúj-Zemplén megyei Füzér településen megalakult a Magyar Natúrpark Szövetség, melynek létrehozását a Körösök Völgye Natúrpark Egyesület kezdeményezte. Az alapító dokumentumot a Magyarországon működő nyolc Natúrpark - az Írottkő Natúrpark Egyesület, a Soproni-hegység Natúrparkért Egyesület, az Őrség-Vendvidék Natúrpark Egyesület, a Vértes Natúrpark, az Ipolymente-Börzsöny Natúrpark Egyesület, a Körösök Völgye Natúrpark Egyesület, a Kerka-Mente Natúrpark Egyesület illetve a legújabb Nagy-Milic Natúrpark vezetői látták el kézjegyükkel. Az így létrejött Magyar Natúrpark Szövetség által lefedett terület összesen 342564 ha; az ország 151 települése tartozik a Szövetséghez, a teljes népességszám 437855 fő.

## Natúrpark fogalma
A natúrparkok a nemzeti parkokhoz hasonlóan többek között az oktatás és a felüdülés színterei, a turizmus kiemelt célterületei. Az ország jellegzetes természeti, tájképi és kultúrtörténeti értékekben gazdag helyszínei, ahol a természetben történő kikapcsolódás, felüdülés, gyógyulás, a fenntartható turizmus és a természetvédelmi oktatás, nevelés és ismeretterjesztés megvalósítására van lehetőség. Magyarországon a természet védelméről szóló 1996. évi LIII. törvény 2004. évi módosítását követően lehet hivatalos jogi kategóriaként említeni a natúrparkokat.

## Szervezeti felépítés
A Magyar Natúrpark Szövetség elnökének Pap Jánost, a Körösök Völgye Natúrpark Egyesület elnökét választották meg. Az Elnökség évente legalább kétszer, a Közgyűlés évente legalább egyszer ülésezik. Ezen kívül különböző szakmai bizottságok is részt vesznek a szövetség munkájában, többek között a Környezetvédelmi Bizottság, Természetvédelmi Bizottság, Mezőgazdasági és vidékfejlesztési Bizottság, Halászati és erdőgazdálkodási Bizottság, Helyi értékvédelmi és kulturális Bizottság, valamint az Idegenforgalmi Bizottság.

### Alelnökök
- Debreceni Lajos (Körösök Völgye Natúrpark Egyesület) ügyvezető alelnök, napi operatív munka irányítása
- dr. Forján Mihály (Körösök Völgye Natúrpark Egyesület) természetvédelmi ügyek
- Nyári László (Nagy-Milic Natúrpark Kht.) környezetvédelmi ügyek
- Bakos György (Írottkő Natúrpark) kulturális ügyek

### A Magyar Natúrpark Szövetség tagjai
- Írottkő Natúrpark Egyesület
- Soproni-hegység Natúrparkért Egyesület
- Őrség-Vendvidék Natúrpark Egyesület
- Vértes Natúrpark
- Ipolymente-Börzsöny Natúrpark Egyesület
- Körösök Völgye Natúrpark Egyesület
- Kerka-Mente Natúrpark Egyesület
- Nagy-Milic Natúrpark Kht.

A Magyar Natúrpark Szövetség székhelye: 5600 Békéscsaba, Szent István tér 7.

## A Szövetség céljai
- A fenntartható környezetvédelem terjesztése a magyar társadalomban
- Valamennyi Magyarországon működő Natúrpark közös érdekének védelme, képviselete hazai és EU szinten
- Kulturális Örökségvédelem az egységes kultúrtáj megőrzése érdekében
- Természetvédelem, az élőhelyek, fajok védelme
- Környezetvédelem, a környezeti káros hatások minimalizálása
- Településfejlesztés, a falvak megújítása
- Turizmus, a környezettudatos turizmus támogatása
- Környezeti nevelés
- Társadalmi és a gazdasági szereplők közötti együttműködés támogatása
- Hagyományápolás
- Helyi termékek előállításának támogatása és piacra juttatása

## A Szövetség feladatai
- A már működő Magyarországi Natúrparkok összefogása, érdekvédelme
- A fenntartható környezetvédelem elméleti és gyakorlati oktatása
- Együttműködés más nemzetek hasonló tevékenységet folytató szervezeteivel
- Szakmai tapasztalatcsere biztosítása a Szövetségen belüli Natúrparkok között
- Évente egy alkalommal országos találkozó szervezése rotációs rendszerben a magyar Natúrparkokban